# Flabellula citata
Flabellula citata – gatunek ameby należący do rodziny Flabellulidae z supergrupy Amoebozoa w klasyfikacji Cavaliera-Smitha.
Trofozoit osiąga wielkość 15 – 75 μm, posiada najczęściej jedno jądro, występują również osobniki dwujądrowe. Jądro wielkości 4 – 12,4 μm. Nie stwierdzono wytwarzania cyst.

Występuje w Atlantyku.